# Bad Schnifis

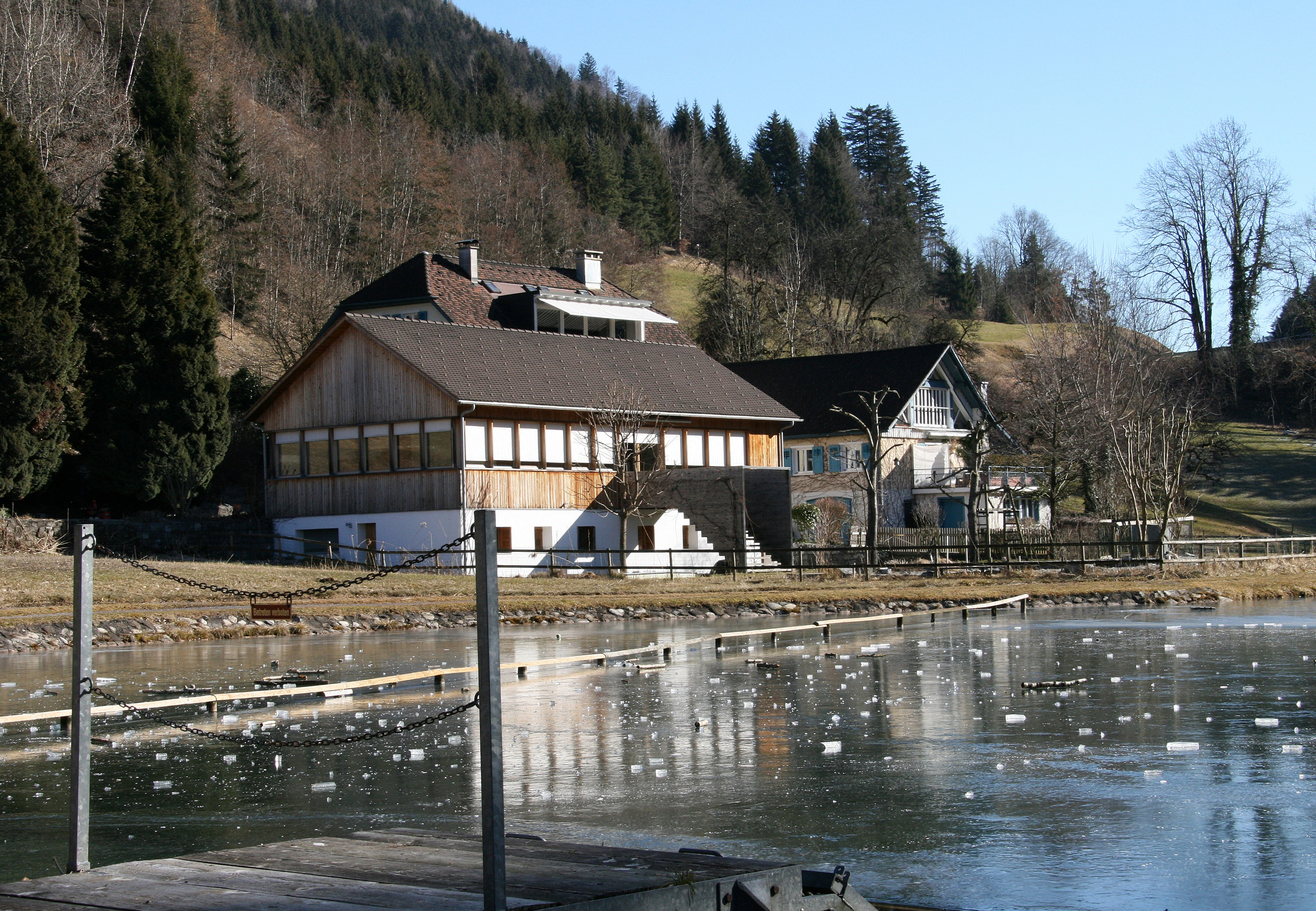
Gasthof Bad Schnifis, ehemals Bad, Gasthaus zum Jagdberg an der Jagdbergstrasse Nr. 37 beim Fallersee in Schnifis bei Feldkirch in Vorarlberg.

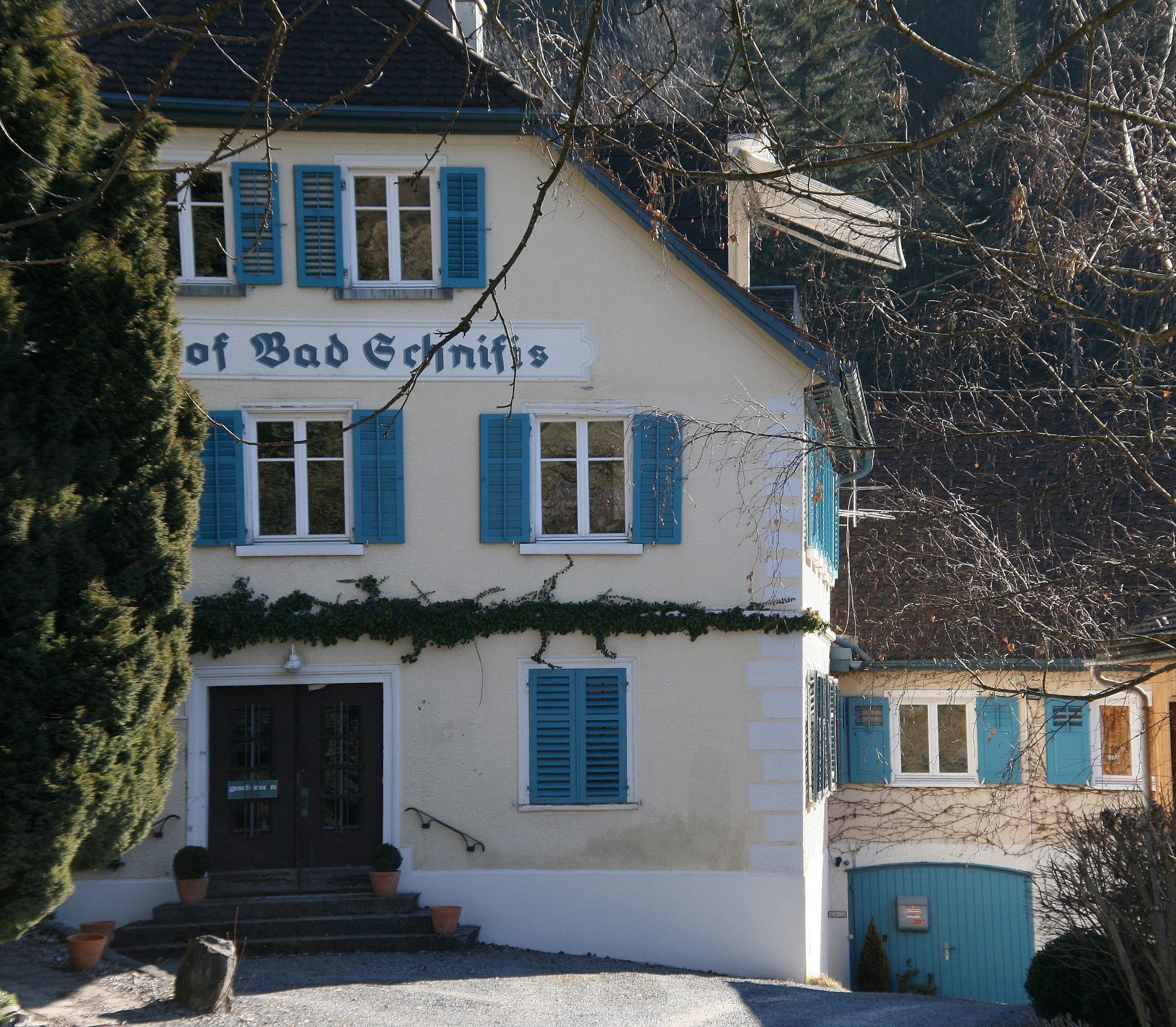
Bad Schnifis

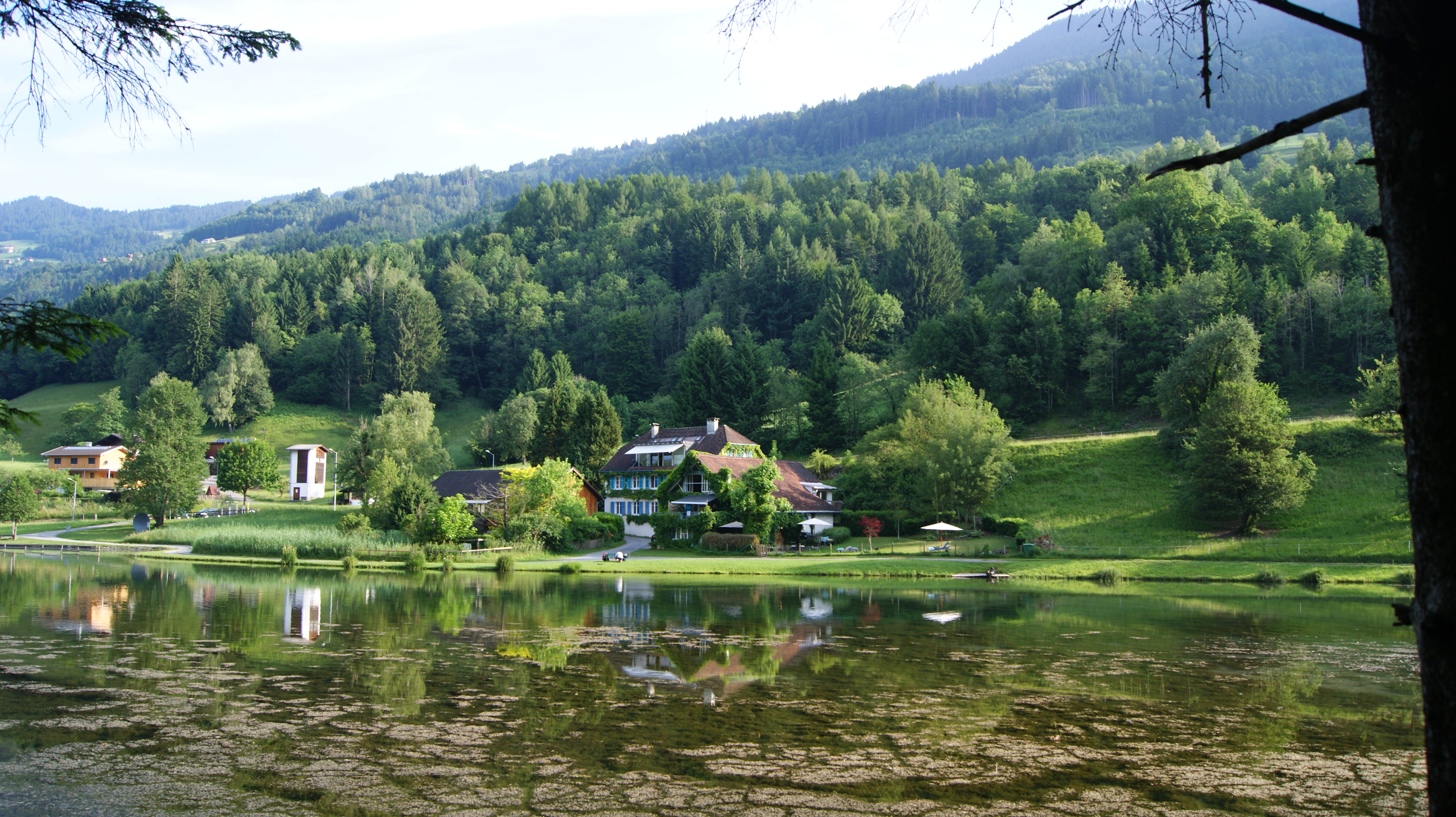
Blick über den Fallersee auf Bad Schnifis

Das Bad Schnifis (auch „Schnifner Bädle“ oder Kurhotel Bad Schnifis, 684 m ü. A.) war ein in Schnifis in (Vorarlberg, Österreich) liegendes Heilbad und liegt in der Parzelle „Bädle“ neben dem Fallersee (Schnifner Weiher).

## Geschichte
Der Beginn der Nutzung der Heilquelle in Bad Schnifis ist nicht bekannt. Ursprünglich bestand hier der Gasthof Zum schwarzen Adler, der bis 1841 von Kreszenz Amman betrieben wurde. Von 1841 bis 1843 von deren Schwiegersohn Johann Michael Huber. 1843 wurde die Schildwirtsgerechtsame dann von der Gemeindevorstehung an den Chirurgen Jakob Nägele (1817–1905) verliehen. Das Bad Schnifis selbst wurde als modernes Heilbad 1844 begründet, indem von Jakob Nägele ein neues Badhaus gebaut wurde. Die Baubewilligung wurde von ihm am 19. März 1844 beim Land- und Kriminalgericht in Feldkirch eingereicht und von der Gemeinde befürwortet und in weiterer Folge mit Auflagen genehmigt.
1850 wurde das Bad an den Johann Güle verkauft (Güle betrieb bereits in Schnifis eine Bäckerei), der 1857 den Betrieb des Heilbades samt Gasthof aufgab, als er von Schnifis wegzog. 1904 wurde das Bad Schnifis von Ulrich Tschabrun aus Nenzing gekauft, der den Badebetrieb in ein neu erstelltes Seitengebäude verlagerte.
1919 wurde Bad Schnifis von Fanny Amann (1889–1973) und Mali Amann gepachtet, die es 1931 auch kauften.

## Badebetrieb und Heilquelle
Bei der verwendeten Heilquelle handelte es sich um eine kalte Schwefelquelle. Das Badhaus wurde 1844 direkt über der Quelle errichtet. In einem feuersicheren Heizraum (Badküche) wurde in einem offenen Kessel das Heilbadewasser erhitzt und in Eimern in die Badezimmer getragen. Höhepunkt der Nutzung der Heilquelle lag Mitte des 19. Jahrhunderts.
In Eduard Jos Kochs Abhandlung aus dem Jahr 1843: Abhandlung über Mineralquellen in allgemein wissenschaftlicher Beziehung und Beschreibung aller in der Oesterreichischen Monarchie bekannten Bäder und Gesundbrunnen, findet das Bad noch keine Erwähnung. Josef Zehenter erwähnt das Bad Schnifis 1895 in Mineralquellen Vorarlbergs, vermerkt hierzu aber, dass die Badeanstalt „wenig benützt zu werden scheint“.
Beim Gasthof/Bad besteht seit etwa 1820 eine kleine Kapelle. Beim hinteren Teil des Fallersees, beim Einzugsbereich des Bachs, befindet sich ein Kneippbecken der Gemeinde. Dieses ist frei zugänglich.

## Geographie / Topographie
Das Schnifner Bad liegt etwa 20 m nördlich des Fallersee (Schnifner Weiher) der vom Fallersbach gespeist und von diesem durchflossen wird und an der Jagdbergstraße (L 54) und hat die Haus Nr. 37 bis 37 c. Das Bad liegt etwa 600 m vom Zentrum des Dorfes und am östlichen Ende des besiedelten Gebietes von Schnifis, etwa 1200 m von der Gemeindegrenze von Thüringen, 1100 m von der Gemeindegrenze zu Thüringerberg, etwa 1000 m von der Gemeindegrenze von Bludesch und  800 m von der Gemeindegrenze von Dünserberg entfernt. Zum Stadtzentrum von Feldkirch sind es etwa 11 km Luftlinie und etwa 35 km zum Bodensee.